# Super-Bouffon
Pour les articles homonymes, voir Bouffon (homonymie).

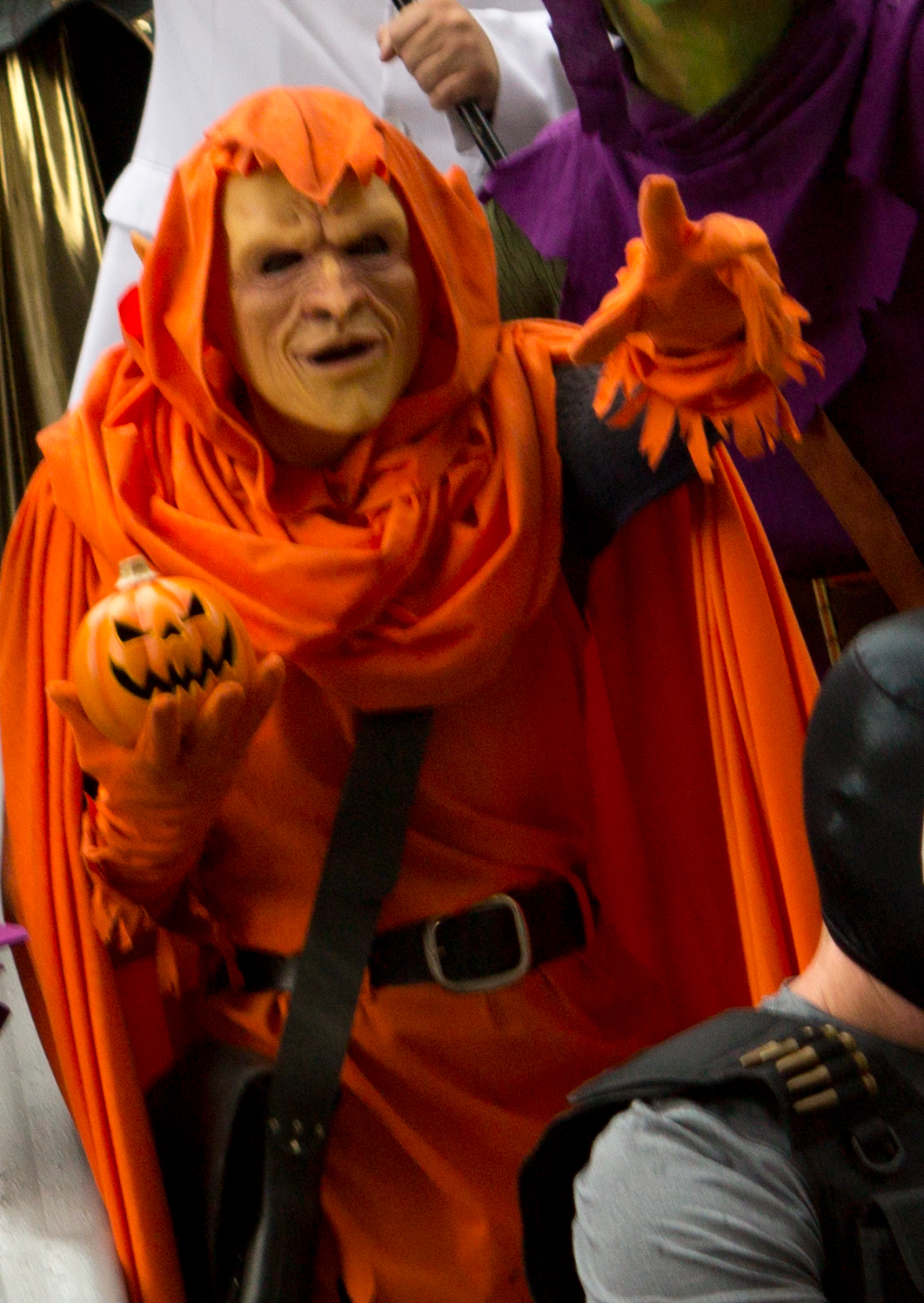
Cosplay du Super-Bouffon.

Le Super-Bouffon (« Hobgoblin » en VO) est le nom de plusieurs super-vilains successifs évoluant dans l'univers Marvel de la maison d’édition Marvel Comics. Créé par le scénariste Roger Stern et le dessinateur John Romita Jr., le personnage de fiction apparaît pour la première fois dans le comic book The Amazing Spider-Man #238 en mars 1983.
Ce sont tous des adversaires de Spider-Man.

## Historique de la publication
En France, les aventures du Super-Bouffon sont publiées dans le mensuel Strange des éditions Lug, apparaissant dans le no 192 de décembre 1985.
La mort de Ned Leeds est publiée dans Strange no 222 en mai 1988.

## Biographie des personnages

Cosplay du Super-Bouffon.

### Roderick Kingsley
Le premier Super-Bouffon est Roderick Kingsley, apparu pour la première fois costumé dans Amazing Spider-Man #238, en mars 1983. Il fut laissé présumé mort en août 1987, dans Web of Spider-Man #29. Puis on s'intéressa à nouveau au Hobgoblin original dans la mini-série Hobgoblin Lives, en trois parties, de janvier à avril 1997 : Roderick Kingsley, dont l'identité comme Super-Bouffon était jusqu'ici inconnue des lecteurs, y était finalement démasqué. Puis, à la fin du story-arc « Goblins at the Gate » paru dans Spectacular Spider-Man #259-261, Kingsley s'envole aux Caraïbes, avec l'argent de ses comptes bancaires suisses.

### Arnold Donovan
Le deuxième Super-Bouffon est Arnold « Lefty » Donovan qui, dans The Amazing Spider-Man #244-245 (septembre-octobre 1983), s'inocula la formule de Norman Osborn, puis alla s'empaler dans un building.

### Ned Leeds
Le troisième Super-Bouffon fut Ned Leeds, capturé et lobotomisé par Kingsley à la suite des évènements survenus dans Amazing Spider-Man #249-250-251 (un combat serré entre Spider-Man et le premier Hobgoblin, s'achevant par la disparition de ce dernier dans les eaux). Mais ce n'est que lorsqu'il mourut assassiné par Jason Macendale, qui revendiquait le costume, que sa véritable identité fut découverte, dans Amazing Spider-Man #289 (juin 1987). Cependant, entre 1984 et 1987, on ne sait jamais bien qui est le Hobgoblin lorsqu'il apparaît au détour d'une case. Ce fut même Flash Thompson, manipulé par Kingsley (dévoilé dans Amazing Spider-Man #276 et 278).

### Jason Macendale
Le quatrième Super-Bouffon fut Jason Macendale, anciennement Jack O'Lantern, qui adopte cette nouvelle identité masquée après avoir tué Ned Leeds (sur ordre de Richard Fisk, alias « La Rose », le fils du Caïd).
Dans Spectacular Spider-Man #147 (février 1989), il profite des événements d’Inferno pour suivre quelques démons dans leur repaire et se confronter à leur seigneur, N'Astirh. En définitive, Macendale est possédé par un esprit démoniaque, jusqu'à Web of Spider-Man #86 (mars 1992), dans lequel l'entité est arrachée de son corps (et de son âme ?).
En juillet 1994, dans Spider-Man #48, il obtient de façon permanente les pouvoirs de Kraven. Il obtient des améliorations cybernétiques dans Spider-Man #68 (mai 1996).
Il est tué par Roderick Kingsley dans Hobgoblin Lives #1.

### Le Bouffon noir
Le Bouffon noir commença son existence séparée de Macendale à la suite de Web of Spider-Man #86, chassant les pécheurs de toutes sortes. Après quelques incartades avec Carnage, il fut tué par Jason Macendale dans Spider-Man #48 (juillet 1994).

### Robin Bourne
Le cinquième (et dernier) Super-Bouffon fut (ou sera) Robin Bourne, la fille de Max Bourne, le Spider-Man de l'année 2211.
Elle voulait se venger de lui pour l'avoir mise en prison parce qu'elle avait voyagé dans le temps sans autorisation. Elle fut tuée par une de ses bombes.

### Hans Steanon
Hans Steanon serait, selon certains numéros de la série Hobgoblin Lives, l'un des derniers Super-Bouffons encore en vie. Il est supposé inactif depuis Civil War.

## Version alternative

### Ultimate Marvel
Dans cette version, c'est Harry Osborn, le fils de Norman Osborn (et donc le Bouffon vert) qui se transforme en Super-Bouffon après s'être fait injecter de l'Oz dans son corps. Il meurt de ses blessures après un combat l'opposant à son père.

## Apparition dans d'autres médias

### Série télévisée
Dans la série télévisée Spider-Man, l'homme-araignée (saison 3, épisode 13, « La guerre des bouffons »), le Super-Bouffon est Jason Phillippe Macendale, sur le point de se marier avec Felicia Hardy.